# Пианино
Пиани́но (итал. pianino, дословно: маленькое фортепиано) — клавишный струнный музыкальный инструмент с ударным (молоточковым) способом звукоизвлечения, созданный специально для комнатного музицирования в небольших помещениях. Пианино представляет собой уменьшенную по размеру разновидность фортепиано, в которой струны, дека и механическая часть расположены вертикально, а не горизонтально, вследствие чего пианино занимает гораздо меньше места, чем рояль.

## История, происхождение
Предшественниками фортепиано были клавесины и изобретённые позднее клавикорды. Их недостатками были быстро затухающий звук, что мешало игре legato, и постоянный уровень громкости, что исключало одно из важных выразительных средств музыки —  динамику (изменение громкости).
Механика современного фортепиано была изобретена итальянским мастером Бартоломео Кристофори ди Франческо около 1709 года, в его конструкции молоточки находились под струнами. Конструкция была названа gravicembalo col piano e forte, откуда и пошло современное название инструмента. Похожие системы были разработаны Мариусом во Франции (1716 год) и Шрётером в Германии (1717—1721 годы). Эрар изобрёл механику с двойной репетицией, которая позволяла извлекать звук при быстром повторном нажатии клавиши (в предыдущих инструментах молоточек медленно отходил от струны, и это было невозможно).
Первое пианино было изобретено американцем Дж. Хокинсом в декабре 1800 года; независимо от него (в январе 1801 года) пианино также сконструировал австриец М. Мюллер. В ходе своего развития к инструменту были добавлены педали.
Современную форму пианино приобрело лишь в середине XIX века (чугунная рама, позднее — перекрёстные струны, механика с нижним и верхним расположением демпферов).
В России производство фортепиано было связано с деятельностью мастеров Тишнера и Вирты в 1818-1820-м годах.
Сегодня крупные производители фортепиано имеют свои, немного различающиеся, версии фортепианной механики. В XX веке появились принципиально новые инструменты — электронные пианино и синтезаторы, а также особая форма звукоизвлечения — подготовленное фортепиано.
Наиболее распространённые кабине́тные пиани́но имеют ширину корпуса по клавиатуре 1450—1500 мм и высоту около 1250—1400 мм; диапазон составляет 7 октав. У пианино есть цо́кольный пол — это узел щитовой конструкции, соединяющийся с корпусом пианино снизу и необходимый для крепления педального механизма. Вертикальная стойка корпуса, соединяющаяся с балкой и ножкой пианино, называется ко́нсоль.
На изображении пианино Schiedmayer (Штутгарт) на выставке в Лондоне в 1851 году.

## Специфика музыкальных произведений и игры
Самое первое музыкальное произведение, написанное специально для фортепиано, появилось в 1732 году (соната Лодовико Джустини). Однако в массовом порядке композиторы начали ориентироваться на фортепиано, а не на клавесин, сорока-пятьюдесятью годами позже, во времена Гайдна и Моцарта. Для профессии пианиста особенно важно начать заниматься музыкой в очень раннем возрасте, около трёх-четырёх лет. Тогда формируется «широкая» форма ладони, которая в будущем помогает виртуозно играть. В зависимости от эпохи развития фортепианной музыки, к пианистам выдвигались порой диаметрально противоположные требования. Кроме того, профессия музыканта неизбежно пересекается с профессией композитора. Большинство пианистов сами сочиняют музыкальные произведения для фортепиано. И только редким виртуозам удалось прославиться, исполняя исключительно чужие мелодии. В любом случае, как любому музыканту, пианисту важно быть искренним и эмоциональным, уметь раствориться в исполняемой им музыке.[значимость факта?] По словам Гарольда Шонберга, известного музыкального критика, фортепиано — это не просто инструмент, это образ жизни: а значит, смысл жизни пианиста — не просто музыка, а музыка ради фортепиано.

## Галерея
- Фортепиано, около 1900 г. (А. Ящинский)
- Пианино фирмы A. Schütz & Co. Brieg, 1870 г.
- Современное вертикальное пианино Yamaha
- Пианино с открытым механизмом
- Пианино Джона Леннона фирмы Steinway
- Пианино из серии Play Me, I'm Yours в Лондоне